# 奧懷希 (內華達州)
奧懷希（英語：Owyhee）是位於美國內華達州埃爾科縣的普查規定居民點。

## 歷史
奧懷希的郵局自1889年營運至今。

## 人口
根據2020年美國人口普查的數據，奧懷希的面積為582.72平方千米，當中陸地面積為581.16平方千米，而水域面積為1.56平方千米。當地共有人口1027人，而人口密度為每平方千米1.76人。